# Laurentiuskerk (Folsgare)
De Laurentiuskerk is een kerkgebouw in Folsgare in de Nederlandse provincie Friesland. De kerk is een rijksmonument.

## Beschrijving
De kerk was oorspronkelijk gewijd aan Laurentius. De zadeldaktoren is mogelijk uit de 13e eeuw. De luidklok uit 1532 is gegoten door Geert van Wou en Johan ter Steghe. De preekstoel is uit de 17e eeuw. Met de bouw van de kerk werd in 1864 begonnen, maar de zaalkerk met driezijdig gesloten koor werd herbouwd in 1875. Boven de ingang van de kerk staat:
De bouw dezer kerk is ondernomen in het jaar 1864.
Het woord van Christus wone rijkelijk in u, in alle wijsheid
leert en vermaant elkander, met psalmen en lofzangen, en geestelijke liederen
zingende den Heere met aangenaamheid in uw hart.
Colloss. 3:16
Op de gevelsteen links van de ingang staat: Door bijzondere omstandigheden is de KERK Herbouwd in het jaar 1875. Op de gevelsteen rechts: En is de eerste steen gelegd door R.T. ABMA, det. 8 Sept. 1875.
Het orgel uit 1908, in 1964 overgeplaatst vanuit de gereformeerde kerk van Marrum, is gemaakt door Bakker & Timmenga. Het orgel werd voor aanschaf beschikbaar in 1960 nadat de Gereformeerde kerk in Marrum opracht gaf voor de bouw van een moderner, twee-klaviers orgel en het oude orgel gedemonteerd werd. Op 19 april 1964 werd het orgel voor het eerst in gebruik genomen. In 2001-2002 werden de zijvleugels van het orgel teruggevonden. Deze lagen in de zolder van de Gereformeerde kerk in Marrum opgeslagen, maar kwamen pas aan het licht toen deze zou worden afgebroken. De zijvleugels werden overgekocht, gerestaureerd en teruggeplaatst op het orgel.

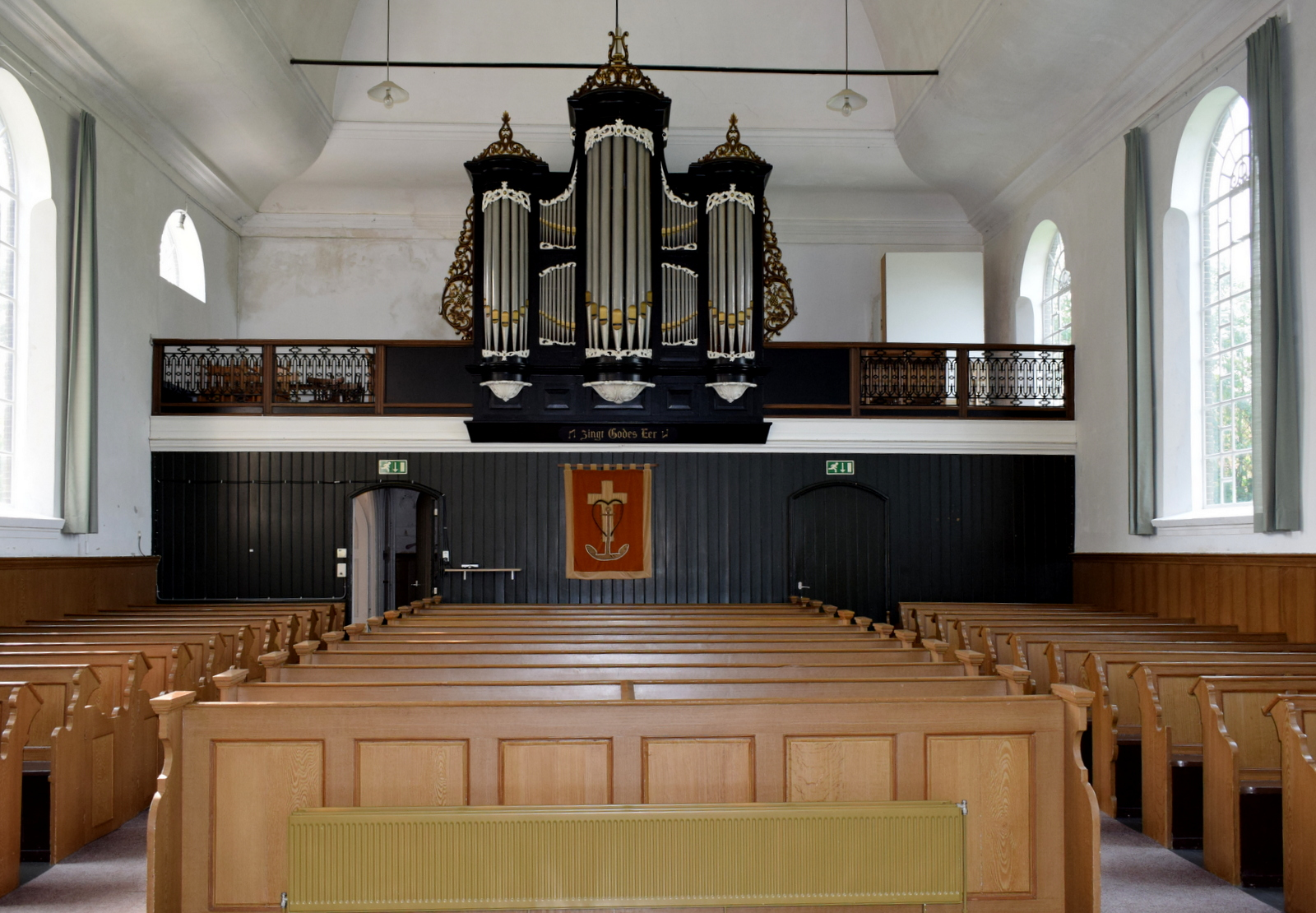
Interieur met orgel (2020)
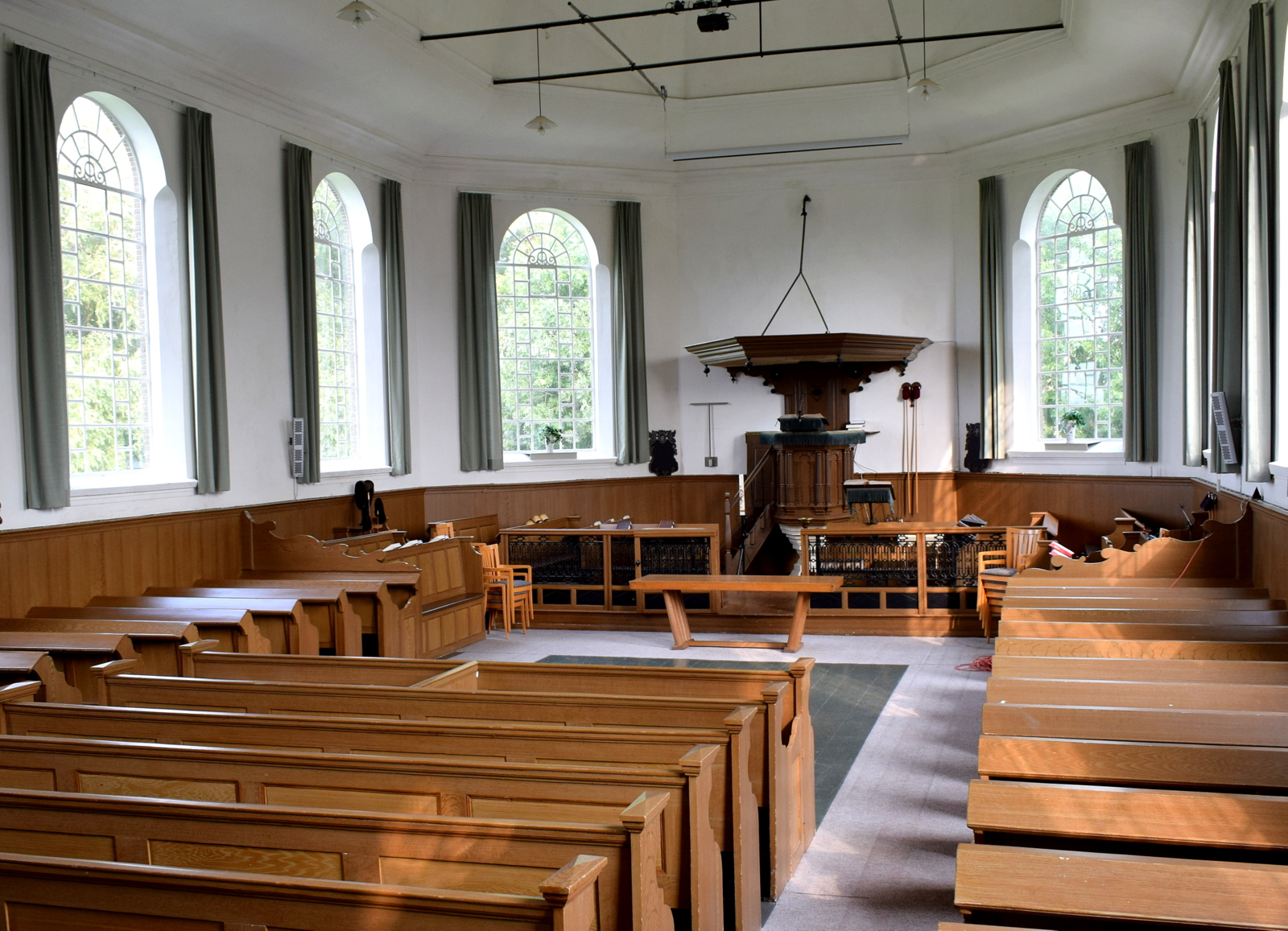
Interieur met preekstoel

De Laurentiuskerk vormt samen met de Johanneskerk en gereformeerde kerk van Oosthem en de Gertrudiskerk van Abbega een PKN gemeente.